# آودا آيسلستريك
آودا آيسلستريك هي مدينة وبلدية بمقاطعة خيلدرلند، هولندا.

## طوبوغرافيا
خريطة طوبوغرافية هولندية لبلدية آودا آيسلستريك، يونيو 2015، (تقرأ بعد ثلاث نقرات على الخريطة).

## أعلام
- برام شميتز
- مارتن ماسكانت